# Cryptoleptosphaeria moravica
Cryptoleptosphaeria moravica är en svampart som beskrevs av Petr. 1923. Cryptoleptosphaeria moravica ingår i släktet Cryptoleptosphaeria, ordningen Diaporthales, klassen Sordariomycetes, divisionen sporsäcksvampar och riket svampar.   Inga underarter finns listade i Catalogue of Life.